# Henrik Holm (attore)
Henrik Holm (Oslo, 12 settembre 1995) è un attore e modello norvegese.
È famoso per aver interpretato il ruolo di Even Bech Næsheim nella serie televisiva norvegese SKAM (2016 - 2017) e Peder nella serie televisiva Halvbroren (2013).
Henrik Holm ha un contratto come modello con l'agenzia norvegese "Team Models".

## Filmografia

### Televisione
- Halvbroren - serie TV (2013)
- Skam - serie TV (2016-2017)

## Teatro
- PRUMP - En musikal som stinker! (2018)[1]

## Premi
Nel 2017 ha vinto un premio all'annuale cerimonia di premiazione per le serie televisive "Gullruten" con la sua co-star Tarjei Sandvik Moe.